# 김정수 (1986년)
김정수(金正洙, 1986년 3월 15일 ~ )는 KBO 리그 전 NC 다이노스의 선수이다.

## 출신학교
- 서울수유초등학교
- 신일중학교
- 청원초등학교